# Nepopular Cz
Nepopular Cz je český internetový tvůrce satirických videí působící především na YouTube a HeroHero. Jeho tvorba je založená primárně na parodování televizního vysílání, zčásti pod názvem Česká soda 2.0 ve stylu původního televizního pořadu z 90. let.

## Veřejné působení
Kanál Nepopular Cz na YouTube začal zveřejňovat videa v roce 2015. Již od počátku bylo zaměření videí satirické, mezi náměty tohoto počátečního období patřily např. upoutávky komerčních televizních stanic nebo zpravodajství veřejnoprávní ČT24. K červnu 2024 odmítal tvůrce stojící za kanálem zveřejnit své občanské jméno.
Na podzim 2023 na kanále začala být zveřejňována videa pod názvem Česká soda 2.0, která svou formou i obsahem přímo odkazují na pořad Česká soda produkovaný v 90. letech společností Febio a vysílaný Českou televizí. Novými videi provází moderátor, který se svým vzhledem podobá Petru Čtvrtníčkovi známému ze stejné role v původním televizním pořadu. Vlastníci původní ochranné známky Česká soda se proti vzniku nové série videí nijak veřejně nevymezili.
Kvůli domnělému porušení zásad YouTube byl kanál Nepopular Cz v březnu 2024 dočasně odstraněn. K obnovení kanálu ze strany YouTube došlo na začátku následujícího měsíce, od června stejného roku pak tvůrce začal působit primárně na placené platformě HeroHero. Ve stejném měsíci Česká soda 2.0 vstoupila do offline prostoru premiérovým uvedením čtvrtého dílu v pražském Kině Kavalírka.
Svou placenou tvorbu tvůrce propaguje prostřednictvím odkazů na adresu HeteroHetero.co, která na jeho profil na HeroHero přesměrovává.

## Charakteristika tvorby
Formát České sody 2.0 téměř zcela vychází z konceptu původního pořadu, založeného na parodování televizního zpravodajství, které doplňují mystifikační rozhovory sestříhané z autentických záznamů a nově dotočeného materiálu a parodie televizních reklam (které se ale v České sodě 2.0 oproti předloze vyskytují v menší míře). Rovněž vizuální stránka videí je zřejmě inspirovaná původním formátem ze závěru předchozího století, z hlediska obsahu ale videa reagují na soudobé události a osobnosti (v rámci čehož ale příležitostně odkazují na skeče ze své předlohy). Naopak ve videích chybí variace na původní parodický kurz němčiny Alles Gutte, jehož autoři Milan Šteindler a David Vávra uvedli nové díly již v roce 2009. K možným výčitkám vůči autorské neoriginalitě tvůrce namítá, že imitace je pro něj prostředkem, jak vyjádřit uznání vůči svému vzoru.
Ke svému humoru Nepopular Cz uvadí, že se baví nad více i méně obvyklými stereotypy, „domnělými autoritami“, stylizací a pózou. V jednotlivých dílech České sody 2.0 jsou jako prostředek humoru použity nejrůznější slovní hříčky, typický je rovněž četný výskyt vulgarismů a absurdity, objevují se též sexuální narážky a fekální humor.
Podobně jako jeho vzor z 90. let i Nepopular Cz přitáhl negativní pozornost jedné z parodovaných osobností, když vůči němu podal trestní oznámení management zpěváka Bohuše Matuše, jehož sestříhaný rozhovor v rámci České sody 2.0 vyvolával dojem, že se Matuš přiznává k pedofilii a nekrofilii. Nad trestním oznámením Nepopular Cz vyjádřil údiv s odkazem na Matušovu prvotní smířlivou reakci a na to, že předtím měl sám zpěvák o nekrofilii vtipkovat.